# Сигал, Эрик
Э́рик Вольф Си́гал (англ. Erich Wolf Segal, 16 июня 1937, Бруклин, Нью-Йорк — 17 января 2010, Лондон) — американский писатель, сценарист, профессор античной литературы.

## Биография
Родился в 1937 году в семье раввина. Окончил школу (Midwood High School) в Бруклине. Учился в Гарвардском университете (бакалавр, 1958; магистр, 1959; доктор, 1965).
В 1967 году написал для группы «Битлз» сценарий анимационного фильма «Жёлтая подводная лодка» (1968).
В конце 1960-х годов Эрик Сигал написал сценарий о романтической любви гарвардского студента и студентки Рэдклиффа, но не смог его опубликовать. По предложению Луиса Уоллеса, литературного агента агентства Уильяма Морриса, он превратил сценарий в повесть. В 1970 году повесть «История любви» стала бестселлером и была переведена на 33 языка и издана тиражом более 21 млн по всему миру. Одноимённый фильм стал лидером проката 1971 года. За сценарий фильма «История любви» был удостоен премии «Золотой глобус» (1971). На русском языке роман Сигала «История любви» был опубликован в 1983 году.
В 1977 году опубликовал книгу «Историю Оливера», продолжение «Истории любви».
Автор ряда научных работ по древней классической комедии, переводил комедии древнеримского комедиографа Тита Макция Плавта (ок. 254—184 до н.э.). Преподавал античную литературу в Гарвардском, Йельском и Принстонском университетах, а также в Вольфсон-колледже Оксфордского университета. Как приглашенный профессор читал лекции в Мюнхенском университете, Дартмутском колледже и Университете Тель-Авива.
Эрик Сигал занимался бегом. Почти каждый год в период с 1955 по 1975 год участвовал в Бостонском марафоне (лучший результат показал в 1964 году: со временем 2 часа 56 мин. 30 сек. финишировал 63-м). Как спортивный комментатор комментировал марафон на Летних Олимпийских играх 1972 и 1976 годов для телекомпании Эй-Би-Си.  
С 1975 года был женат на Керен Марианне Джеймс, имел двух дочерей. Старшая дочь — Франческа — стала журналисткой и писательницей. 
Умер от инфаркта. Последние 25 лет жизни страдал от болезни Паркинсона. Похоронен на одном из кладбищ Лондона.

## Творчество

Постер мультфильма «Жёлтая подводная лодка»

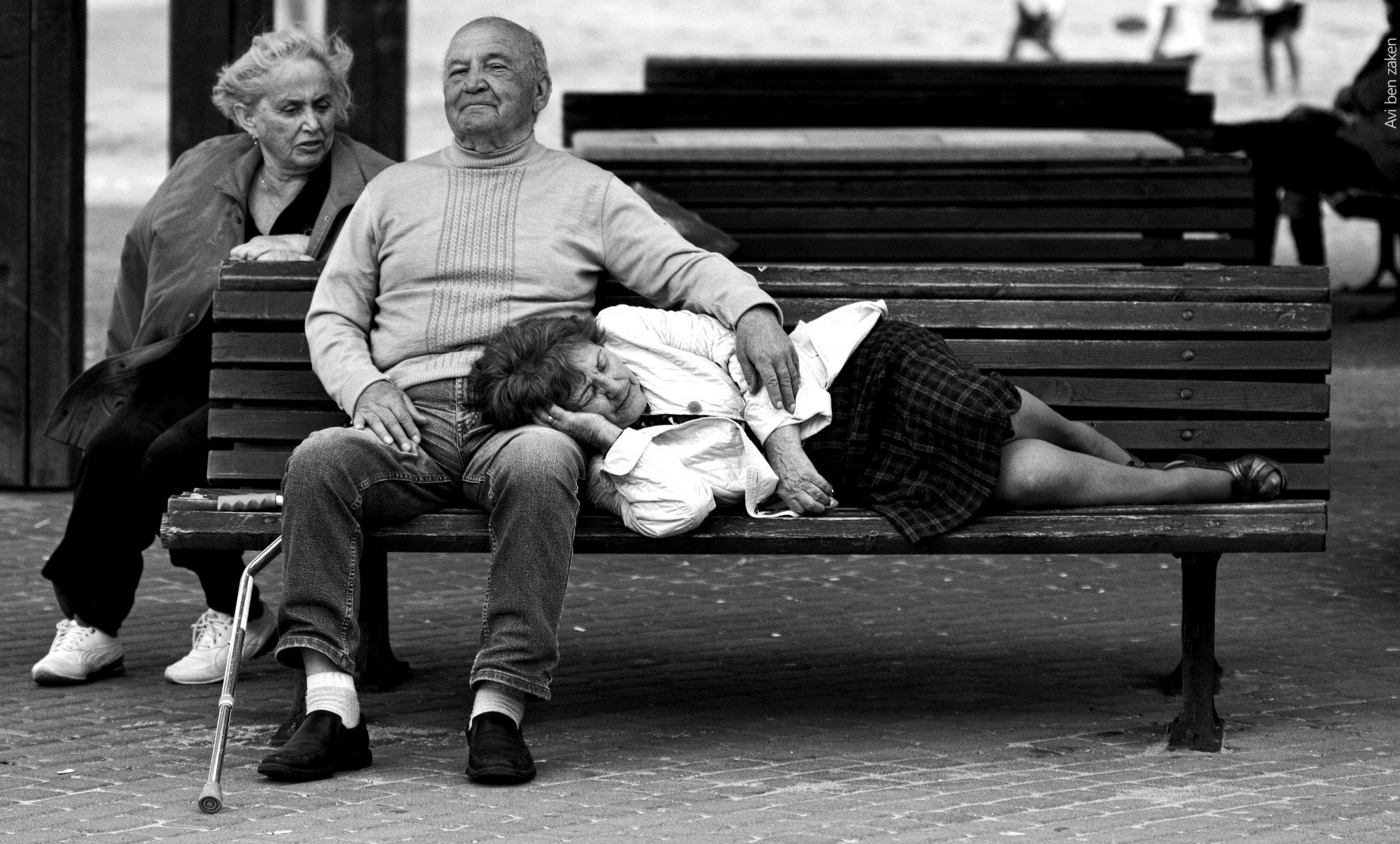
Постер фильма «История любви»

### Фильмография
- Жёлтая подводная лодка (мультфильм) / Yellow Submarine (1968), в соавторстве.
- Игры / The Games (1970).
- Революция в минуту / R.P.M. (1970).
- История любви / Love Story (1970).
- Думаю о Дженнифер / Jennifer on My Mind (1971), в соавторстве.
- Без видимых причин / Without Apparent Motive (1971), (актёр).
- История Оливера / Oliver’s Story (1978), в соавторстве.
- Смена времён года / A Change of Seasons (1980), в соавторстве.
- Мужчина, женщина и ребёнок / Man, Woman and Child (1983).
- Только любовь / Only Love (ТВ) (1998).